# Castillo de Montpalau
El castillo de Montpalau está situado en la cima de la colina de Montpalau, en las laderas cubiertas de pinos del macizo del Montnegre. La jurisdicción señorial del cual abarcaba un extenso territorio que comprendía una buena parte del Alto Maresme, desde Arenys hasta Orsavinyá, al límite de los dominios del castillo de Palafolls.
Cabe destacar que este castillo tenía un papel de fortaleza, no una función residencial o de vivienda permanente. Su función era más bien simbólica, de intimidación para el campesinado y punto de encuentro esporádico de los caballeros en sus vigías (tareas de vigilancia). 

## Descripción
De la fortaleza medieval quedan algunos muros y restos de la torre del homenaje, caída en grandes bloques; también restos de las murallas del recinto superior, aún con una buena altura —hasta el segundo piso— y restos de la capilla dedicada a San Miguel. Este castillo estaba hecho de piedras calizas medianas, más o menos talladas y unidas por mortero de cal y arena. Se cre que en el siglo XV ya estaba bastante dañado.

## Historia
Muchos siglos antes de la construcción del castillo, el lugar había sido ocupado por un asentamiento ibérico que ha dejado numerosos vestigios, datables a partir del siglo IV a. C., población que tuvo continuidad en época romana. Probablemente, la mayor parte de la piedra de este antiguo asentamiento debió ser utilizada para la edificación del castillo medieval, que se encuentra documentado desde mediados del siglo XI, cuando Umbert Odón y su esposa Sicardi, señores del Montseny, juraban fidelidad al conde Ramón Berenguer I por los castillos de Montpalau y Gironella. Durante el siglo XII, los vizcondes de Cabrera fueron adquiriendo el pleno dominio de la jurisdicción de Montpalau, posesión que mantuvieron hasta el 1574, cuando fue vendida a Francisco de Moncada, marqués de Aitona.
Durante el siglo XVII, la alcaldía de Montpalau comprendía los términos de Pineda de Mar, Iglesia de Sant Pere de Riu, Orsavinyá, San Pol de Mar, Canet de Mar, Calella, San Cipriano de Vallalta y San Acisclo de Vallalta. De los Montcada pasó por vía matrimonial a los duques de Medinaceli (siglo XVIII).